# Stevan Harnad

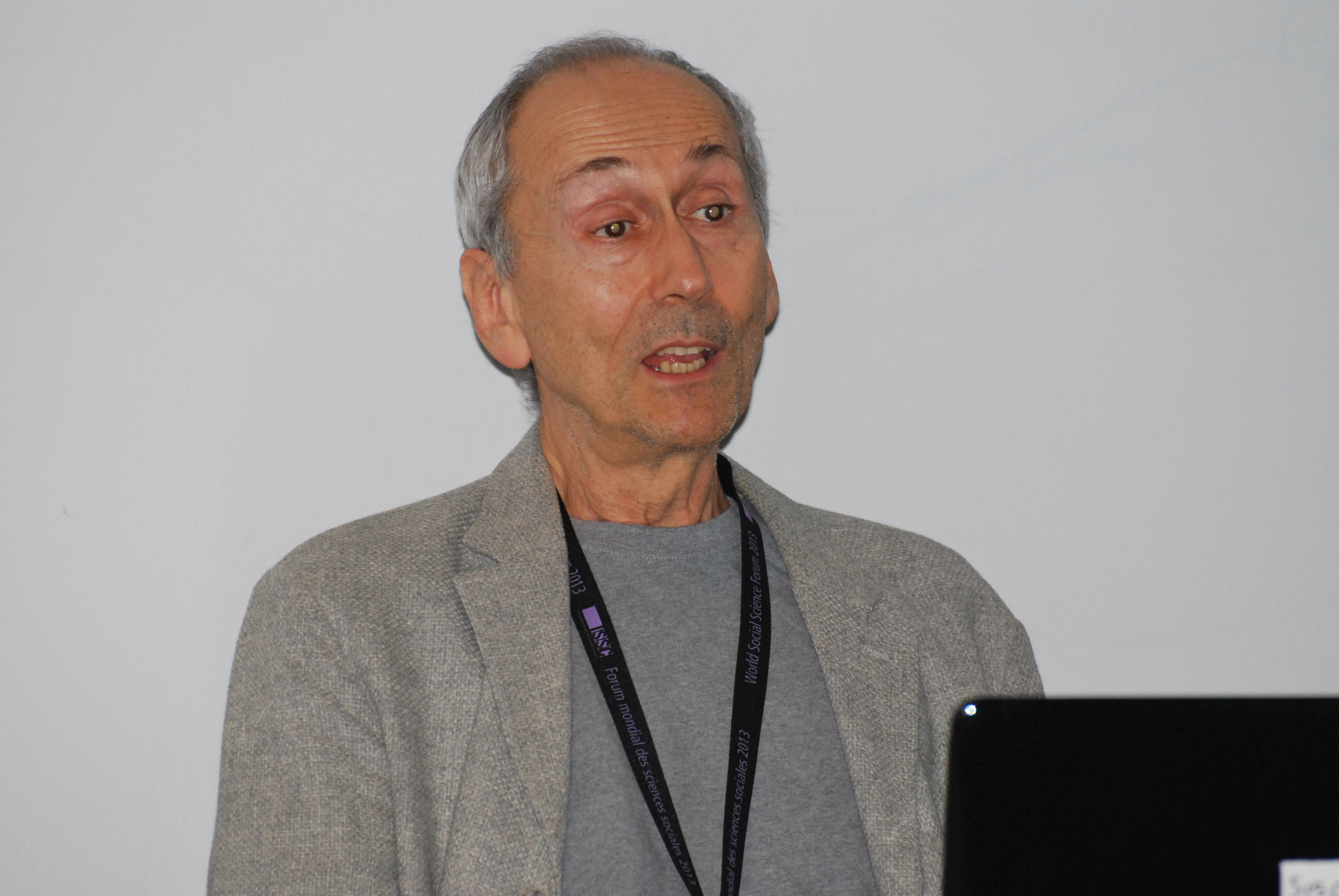
Stevan Harnad (2013)

Stevan Harnad, ursprünglich István Hernád (* 2. Juni 1945 in Budapest, Ungarn), ist ein Wissenschaftler, der derzeit an der Universität Southampton und der Université du Québec à Montréal Kognitionswissenschaft lehrt.
Harnad, der Gründer des Archivs CogPrints (Electronic Preprint Archive in the Cognitive Sciences) und der Zeitschrift „Behavioral and Brain Sciences“, war zeitweise einer der führenden Köpfe der Open-Access-Bewegung, die sich für die freie Zugänglichkeit wissenschaftlicher Fachliteratur im Internet einsetzt.